# Erynnis martialis
Erynnis martialis es una especie de mariposa ditrysia perteneciente a la familia Hesperiidae. Se encuentra en la mayor parte del este de los Estados Unidos y sur de Ontario, Quebec, hasta el sudoeste de Manitoba.
Tiene una envergadura de alas de 25–29 mm de longitud. Pueden tener dos generaciones al año desde mediados de mayo a finales de agosto.
Las orugas se alimentan de Ceanothus americanus y Ceanothus fendleri.